# Antón de Alaminos

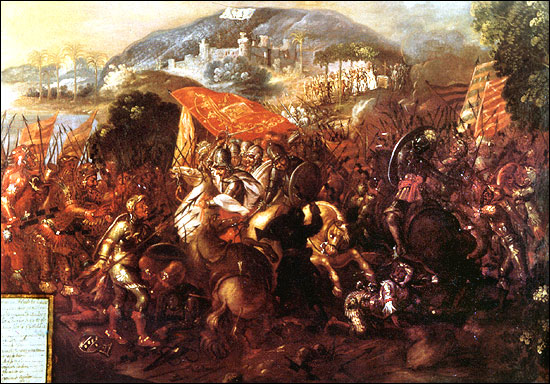
Vstup Hernána Cortése do města Tabasco, kterého Antón de Alaminos do Mexika dovedl.

Antón de Alaminos (1482 Palos de la Frontera, Huelva, Andalusie – 1520?) byl španělský mořeplavec, účastník čtvrté plavby Kryštofa Kolumba do Ameriky. Je pokládán za objevitele Golfského proudu.

## Objevitelské cesty
Po návratu z Kolumbovi výpravy se Alaminos v roce 1512 vydává znovu do Ameriky jako hlavní lodivod při výpravě Juana Ponce de Leóna k Floridě. Objevil Floridský proud a vyjasnil jeho směr, později navrhl, aby jej bylo využito pro plavby ze Západní Indie do Evropy. V roce 1517 vedl loďstvo Francisca Córdoby k Yucatánu a jako první využil Golfského proudu na zpáteční cestě. V roce 1518 byl kormidelníkem na výpravě Juana de Grijalvy a v roce 1519 dovedl k mexickému pobřeží výpravu Hernána Cortése.